# なついろ〜星降る湖畔の夏休み〜
『なついろ〜星降る湖畔の夏休み〜』（なついろ ほしふるこはんのなつやすみ）は、ACTRESS（アクトレス）より、2003年10月31日に発売されたWindows用アダルトゲームである。後にPlayStation 2移植版の『なついろ〜星屑のメモリー〜』が、2004年12月22日にプリンセスソフトより発売された。

## ストーリー
父が亡くなった和久津直毅は、久しぶりに生まれ故郷を訪れる。別荘の管理をしているという茉莉など４人の少女と出会った直毅は、彼女たちと交流していくことになる。主人公は、悲しい記憶を優しい想い出に変えていくことができるだろうか。

## 登場人物
和久津直毅
本作の主人公。父親の死により久しぶりに生まれ故郷を訪れる。母親もすでに亡くなっている。
入江 茉莉（いりえ まつり）
声 : 西田こむぎ
過労で倒れた母の代わりに別荘の管理をしている。なぜかいつもメイド服を着ている。
桜庭 李（さくらば すもも）
声 : 草柳順子
別荘の近所に住む若夫婦の一人娘。茉莉のことが大好き。うさぎのぬいぐるみをいつも大事に抱えている。
倉茂 真衣佳（くらしげ まいか）
声 : YUKI
大企業の社長令嬢。主人公の許嫁。本人はそのことを嫌がっていない。
室星 朱音（むろほし あかね）
声 : 鳩野比奈
生まれてすぐに両親とともに村を離れたが、村に強い憧れをもっている。感情表現はストレート。